# رنتسو رانوتسی
رنتسو رانوتسی (ایتالیایی: Renzo Ranuzzi; ۱۵ ژوئیهٔ ۱۹۲۴ – ۱۶ مارس ۲۰۱۴) بازیکن بسکتبال اهل ایتالیا بود. وی در بازی‌های المپیک تابستانی ۱۹۴۸ و ۱۹۵۲ شرکت کرده‌است.